# Фронтера дел Сол (Сан Марсијал Озолотепек)
Фронтера дел Сол (шп. Frontera del Sol) насеље је у Мексику у савезној држави Оахака у општини Сан Марсијал Озолотепек. Насеље се налази на надморској висини од 2635 м.

## Становништво
Према подацима из 2010. године у насељу је живело 9 становника.

### Хронологија
| Година       | 2000         | 2005        | 2010 |
| ------------ | ------------ | ----------- | ---- |
| Становништво | 38 (21 / 17) | 17 (7 / 10) | 9    |

### Попис
| # | Индикатор                     | Вредност |
| - | ----------------------------- | -------- |
| 1 | Укупно домаћинстава           | 8        |
| 2 | Укупно насељених домаћинстава | 2        |
| 3 | Величина локације             | 1        |